# Naravni izbor
Naravno odbiranje, naravno izbiranje ali naravni izbor, s tujko naravna selekcija, je proces, s katerim postajajo iz generacije v generacijo pogostejše tiste dedne lastnosti organizmov, ki jim dajejo večjo možnost za preživetje in razmnoževanje. Ta proces je eden ključnih mehanizmov evolucije.
Proces temelji na dejstvu, da obstaja znotraj vsake populacije organizmov genetska diverziteta, ki se odraža v fizični zgradbi in vedenju teh organizmov. Ker imajo živa bitja po pravilu več potomcev, kot jih lahko v danem okolju preživi, to pomeni, da bodo le nekateri od njih preživeli in se razmnoževali dalje. Bolj verjetno bodo to tisti, ki jim njihove dedne lastnosti dajejo prednost pred ostalimi pri izkoriščanju virov potrebnih za preživetje (hrana, bivališče idr.), izogibanju naravnim sovražnikom in iskanju spolnega partnerja v določenem okolju. Ključno je, da je okolje tisto, ki določa, katere lastnosti so »koristne« in katere »škodljive«.
Naravno odbiranje deluje na izražene lastnosti (t. i. fenotip) organizmov in ne neposredno na njihovo genetsko osnovo (genotip). Vendar pa je genetska osnova lastnosti, ki dajejo prednost nekemu osebku, tista, ki bo postala pogostejša v populaciji v naslednjih generacijah. S časom lahko ta proces vodi v prilagoditev (adaptacijo) skupine organizmov na določen nabor pogojev v okolju (t. i. njihovo ekološko nišo) in lahko na koncu pripelje do nastanka nove vrste. Naravno odbiranje je tako pomemben (ne pa edini) proces, ki vodi evolucijo.
Naravno odbiranje je eden ključnih konceptov v sodobni biologiji. Izraz je prvi uporabil Charles Darwin v svojem temeljnem delu O izvoru vrst leta 1859; za lažje razumevanje ga je primerjal z umetno selekcijo, metodo, s katero rejci domačih živali sistematično parijo med seboj tiste osebke, katerih lastnosti smatrajo za koristne. Naravno odbiranje je bil eden ključnih elementov njegove teorije, a tudi najbolj kontroverzen, saj je podal povsem naravno razlago nastanka vrst v času, ko so skoraj vsi naravoslovci verjeli da je vse vrste organizmov ustvaril Stvarnik in da vrsta predstavlja tip, ki se lahko z generacijami le malenkostno prilagaja (ne more pa nastati nov tip; tej usmeritvi pravimo esencializem). Darwinova teorija je bila poleg tega pomanjkljiva, saj v tistem času še niso poznali mehanizma dednosti, in tudi njegovi najbolj goreči zagovorniki, kot sta Huxley in Lyell, so le s težavo ali sploh ne sprejeli naravno odbiranje kot mehanizem evolucije. Šele v tridesetih letih dvajsetega stoletja je z združitvijo Darvinove teorije z odkritji na področju genetike nastala sodobna sinteza evolucije, ki je še danes osrednje načelo biologije in podaja enotno razlago raznolikosti življenja na Zemlji.